# Silovik
Silovik (ryska силовик) är i Ryssland en benämning på en person på en hög post inom statsledningen, med bakgrund inom militär, polis eller säkerhetstjänst. Typexemplet är president Vladimir Putin, vars karriär började inom KGB och FSB. Ordet myntades på 1990-talet och kommer av сила (sila), som betyder styrka, t.ex. polisstyrka.
Snarlika beteckningar på människor är tjinovnik (чиновник, från Tsarryssland), som betyder byråkrat (statlig tjänsteman), och politruk (политрук, från Sovjetunionen), som betyder politisk funktionär.

## Källa
- ”The making of a neo-KGB state”. The Economist (The Economist Newspaper Limited). 25 augusti 2007. http://www.economist.com/world/displaystory.cfm?story_id=9682621. Läst 24 augusti 2007.